# 狼紫草白粉菌
狼紫草白粉菌（学名：Erysiphe lycopsidis）是属于白粉菌目白粉菌科白粉菌属的一种真菌，寄生在狼紫草属植物上。该种分布于中国、德国等地。